# 66ers de l'Inland Empire
Les 66ers de l'Inland Empire sont une équipe de ligue mineure de baseball basée à San Bernardino en Californie. Le club est affilié aux Angels de Los Angeles depuis la saison 2011 et joue au San Manuel Stadium depuis la saison 1996. Les 66ers ont remporté leur dernier titre en 2013.

## Histoire
L'histoire des 66ers commence en 1987 lorsque les Spurs de Salinas emménagent dans la ville de San Bernardino et prend le nom de Spirit de San Bernardino. La franchise évolue alors au Fiscalini Field. Quelques années plus tard, en 1996, la franchise est achetée par Elmore Sports Group et est rebaptisée Stampede de San Bernardino.

## Origine du nom

Ancien logo (2003-2013)

Le nom de la franchise fait référence à l'Inland Empire, nom de l'agglomération californienne dont San Bernardino fait partie.

## Ligue
- California League (1987-2020) :
  - Vainqueur : 1995, 1999, 2000, 2003, 2006, 2013.
  - Finaliste : 1997.
- Low-A West (2021-) :
  - Néant.

## Bilan saison par saison
| Saison                                   | Ligue                                            | Division                                         | Saison régulière                                 | Saison régulière                                 | Saison régulière                                 | Saison régulière                                 | Saison régulière                                 | Saison régulière                                 | Séries éliminatoires                             | Séries éliminatoires                             | Séries éliminatoires                             | Séries éliminatoires                             | Séries éliminatoires                                                                                |
| Saison                                   | Ligue                                            | Division                                         | Position                                         | Matches                                          | Victoires                                        | Défaites                                         | %                                                | Moy. spect.                                      | Matches                                          | Victoires                                        | Défaites                                         | %                                                | Résultats                                                                                           |
| ---------------------------------------- | ------------------------------------------------ | ------------------------------------------------ | ------------------------------------------------ | ------------------------------------------------ | ------------------------------------------------ | ------------------------------------------------ | ------------------------------------------------ | ------------------------------------------------ | ------------------------------------------------ | ------------------------------------------------ | ------------------------------------------------ | ------------------------------------------------ | --------------------------------------------------------------------------------------------------- |
| Spirit de San Bernardino                 |                                                  |                                                  |                                                  |                                                  |                                                  |                                                  |                                                  |                                                  |                                                  |                                                  |                                                  |                                                  | |
| 1987                                     | CL                                               | Sud                                              | 3e                                               | 142                                              | 70                                               | 72                                               | .493                                             | 2 238                                            | -                                                | -                                                | -                                                | -                                                | -                                                                                                   |
| 1988                                     | CL                                               | Sud                                              | 3e                                               | 142                                              | 74                                               | 68                                               | .521                                             | 2 178                                            | -                                                | -                                                | -                                                | -                                                | -                                                                                                   |
| 1989                                     | CL                                               | Sud                                              | 1er                                              | 142                                              | 83                                               | 59                                               | .585                                             | 2 603                                            | 4                                                | 1                                                | 3                                                | .250                                             | Dodgers de Bakersfield (1-3)                                                                        |
| 1990                                     | CL                                               | Sud                                              | 3e                                               | 142                                              | 77                                               | 65                                               | .542                                             | 2 689                                            | -                                                | -                                                | -                                                | -                                                | -                                                                                                   |
| 1991                                     | CL                                               | Sud                                              | 5e                                               | 136                                              | 54                                               | 82                                               | .386                                             | 2 763                                            | -                                                | -                                                | -                                                | -                                                | -                                                                                                   |
| 1992                                     | CL                                               | Sud                                              | 5e                                               | 136                                              | 52                                               | 84                                               | .382                                             | 1 613                                            | -                                                | -                                                | -                                                | -                                                | -                                                                                                   |
| 1993                                     | CL                                               | Sud                                              | 4e                                               | 136                                              | 62                                               | 74                                               | .456                                             | 1 340                                            | -                                                | -                                                | -                                                | -                                                | -                                                                                                   |
| 1994                                     | CL                                               | Sud                                              | 4e                                               | 136                                              | 48                                               | 88                                               | .353                                             | 1 565                                            | -                                                | -                                                | -                                                | -                                                | -                                                                                                   |
| 1995                                     | CL                                               | Sud                                              | 1er                                              | 139                                              | 85                                               | 54                                               | .612                                             | 1 810                                            | 6                                                | 6                                                | 0                                                | 1                                                | Storm de Lake Elsinore (3-0) Finale : Giants de San Jose (3-0)                                      |
| Stampede de San Bernardino               |                                                  |                                                  |                                                  |                                                  |                                                  |                                                  |                                                  |                                                  |                                                  |                                                  |                                                  |                                                  | |
| 1996                                     | CL                                               | Sud                                              | 4e                                               | 140                                              | 70                                               | 70                                               | .500                                             | 2 119                                            | -                                                | -                                                | -                                                | -                                                | -                                                                                                   |
| 1997                                     | CL                                               | Freeway                                          | 3e                                               | 140                                              | 68                                               | 72                                               | .486                                             | 3 911                                            | 10                                               | 5                                                | 5                                                | .500                                             | Oaks de Visalia (2-0) Quakes de Rancho Cucamonga (3-2) Finale : Mavericks de High Desert Jose (0-3) |
| 1998                                     | CL                                               | Freeway                                          | 4e                                               | 140                                              | 55                                               | 85                                               | .393                                             | 3 283                                            | -                                                | -                                                | -                                                | -                                                | -                                                                                                   |
| 1999                                     | CL                                               | Sud                                              | 1er                                              | 141                                              | 80                                               | 61                                               | .571                                             | 2 427                                            | 12                                               | 8                                                | 4                                                | .667                                             | Storm de Lake Elsinore (2-0) Quakes de Rancho Cucamonga (3-2) Finale : Giants de San Jose (3-2)     |
| 2000                                     | CL                                               | Sud                                              | 2e                                               | 140                                              | 77                                               | 63                                               | .550                                             | 2 359                                            | 10                                               | 8                                                | 2                                                | .800                                             | Storm de Lake Elsinore (2-0) JetHawks de Lancaster (3-2) Finale : Oaks de Visalia (3-0)             |
| 2001                                     | CL                                               | Sud                                              | 2e                                               | 140                                              | 76                                               | 64                                               | .543                                             | 2 169                                            | 3                                                | 1                                                | 2                                                | .333                                             | Mavericks de High Desert (1-2)                                                                      |
| 2002                                     | CL                                               | Sud                                              | 1er                                              | 140                                              | 77                                               | 63                                               | .550                                             | 3 230                                            | 5                                                | 2                                                | 3                                                | .400                                             | Storm de Lake Elsinore (2-3)                                                                        |
| 66ers de l'Inland Empire                 |                                                  |                                                  |                                                  |                                                  |                                                  |                                                  |                                                  |                                                  |                                                  |                                                  |                                                  |                                                  | |
| 2003                                     | CL                                               | Sud                                              | 1er                                              | 140                                              | 78                                               | 62                                               | .557                                             | 3 301                                            | 9                                                | 8                                                | 1                                                | .889                                             | Storm de Lake Elsinore (2-0) Quakes de Rancho Cucamonga (3-1) Finale : Ports de Stockton (3-0)      |
| 2004                                     | CL                                               | Sud                                              | 2e                                               | 140                                              | 77                                               | 63                                               | .550                                             | 2 922                                            | 4                                                | 1                                                | 3                                                | .250                                             | JetHawks de Lancaster (1-3)                                                                         |
| 2005                                     | CL                                               | Sud                                              | 5e                                               | 140                                              | 58                                               | 82                                               | .414                                             | 3 016                                            | -                                                | -                                                | -                                                | -                                                | -                                                                                                   |
| 2006                                     | CL                                               | Sud                                              | 3e                                               | 140                                              | 72                                               | 68                                               | .514                                             | 2 697                                            | 9                                                | 6                                                | 3                                                | .667                                             | Storm de Lake Elsinore (3-1) Finale : Oaks de Visalia (3-2)                                         |
| 2007                                     | CL                                               | Sud                                              | 3e                                               | 139                                              | 72                                               | 67                                               | .518                                             | 2 488                                            | 3                                                | 2                                                | 1                                                | .667                                             | Storm de Lake Elsinore (2-1)                                                                        |
| 2008                                     | CL                                               | Sud                                              | 3e                                               | 141                                              | 68                                               | 73                                               | .486                                             | 2 589                                            | 2                                                | 0                                                | 2                                                | 0                                                | Storm de Lake Elsinore (0-2)                                                                        |
| 2009                                     | CL                                               | Sud                                              | 4e                                               | 140                                              | 59                                               | 81                                               | .421                                             | 2 896                                            | -                                                | -                                                | -                                                | -                                                | -                                                                                                   |
| 2010                                     | CL                                               | Sud                                              | 5e                                               | 140                                              | 50                                               | 90                                               | .357                                             | 2 561                                            | -                                                | -                                                | -                                                | -                                                | -                                                                                                   |
| 2011                                     | CL                                               | Sud                                              | 2e                                               | 140                                              | 69                                               | 71                                               | .493                                             | 2 649                                            | 3                                                | 1                                                | 2                                                | .333                                             | Storm de Lake Elsinore (1-2)                                                                        |
| 2012                                     | CL                                               | Sud                                              | 5e                                               | 140                                              | 66                                               | 74                                               | .471                                             | 2 493                                            | -                                                | -                                                | -                                                | -                                                | -                                                                                                   |
| 2013                                     | CL                                               | Sud                                              | 2e                                               | 140                                              | 69                                               | 71                                               | .493                                             | 2 751                                            | 11                                               | 8                                                | 3                                                | .727                                             | Quakes de Rancho Cucamonga (2-1) JetHawks de Lancaster (3-2) Finale : Giants de San Jose (3-0)      |
| 2014                                     | CL                                               | Sud                                              | 5e                                               | 140                                              | 62                                               | 78                                               | .443                                             | 2 838                                            | 3                                                | 0                                                | 3                                                | 0                                                | Storm de Lake Elsinore (0-2) JetHawks de Lancaster (0-3)                                            |
| 2015                                     | CL                                               | Sud                                              | 4e                                               | 140                                              | 61                                               | 79                                               | .436                                             | 2 814                                            | -                                                | -                                                | -                                                | -                                                | -                                                                                                   |
| 2016                                     | CL                                               | Sud                                              | 5e                                               | 140                                              | 48                                               | 92                                               | .343                                             | 2 728                                            | -                                                | -                                                | -                                                | -                                                | -                                                                                                   |
| 2017                                     | CL                                               | Sud                                              | 3e                                               | 140                                              | 65                                               | 75                                               | .464                                             | 2 891                                            | -                                                | -                                                | -                                                | -                                                | -                                                                                                   |
| 2018                                     | CL                                               | Sud                                              | 4e                                               | 140                                              | 67                                               | 73                                               | .479                                             | 2 771                                            | -                                                | -                                                | -                                                | -                                                | -                                                                                                   |
| 2019                                     | CL                                               | Sud                                              | 4e                                               | 139                                              | 57                                               | 82                                               | .407                                             | 2 627                                            | -                                                | -                                                | -                                                | -                                                | -                                                                                                   |
| 2020                                     | Saison annulé à cause de la pandémie de Covid-19 | Saison annulé à cause de la pandémie de Covid-19 | Saison annulé à cause de la pandémie de Covid-19 | Saison annulé à cause de la pandémie de Covid-19 | Saison annulé à cause de la pandémie de Covid-19 | Saison annulé à cause de la pandémie de Covid-19 | Saison annulé à cause de la pandémie de Covid-19 | Saison annulé à cause de la pandémie de Covid-19 | Saison annulé à cause de la pandémie de Covid-19 | Saison annulé à cause de la pandémie de Covid-19 | Saison annulé à cause de la pandémie de Covid-19 | Saison annulé à cause de la pandémie de Covid-19 | Saison annulé à cause de la pandémie de Covid-19                                                    |
| 2021                                     | Low-A West                                       |                                                  |                                                  |                                                  |                                                  |                                                  |                                                  |                                                  |                                                  |                                                  |                                                  |                                                  | |
| Bilan en saison régulière (fin 2020)     | Bilan en saison régulière (fin 2020)             | Bilan en saison régulière (fin 2020)             | Bilan en saison régulière (fin 2020)             | 4610                                             | 2205                                             | 2405                                             | .478                                             | 2 566                                            |                                                  |                                                  |                                                  |                                                  | |
| Bilan en Séries éliminatoires (fin 2020) | Bilan en Séries éliminatoires (fin 2020)         | Bilan en Séries éliminatoires (fin 2020)         | Bilan en Séries éliminatoires (fin 2020)         | Bilan en Séries éliminatoires (fin 2020)         | Bilan en Séries éliminatoires (fin 2020)         | Bilan en Séries éliminatoires (fin 2020)         | Bilan en Séries éliminatoires (fin 2020)         | Bilan en Séries éliminatoires (fin 2020)         | 94                                               | 57                                               | 37                                               | .606                                             | 6 titres                                                                                            |

## Managers
Le tableau suivant présente la liste des managers du club depuis 1993.
| #  | Entraîneur     | Période   | Saison régulière | Saison régulière | Saison régulière | Saison régulière | Playoffs | Playoffs | Playoffs | Playoffs | Récompenses       |
| #  | Entraîneur     | Période   | M                | V                | D                | %                | M        | V        | D        | %        | Récompenses       |
| -- | -------------- | --------- | ---------------- | ---------------- | ---------------- | ---------------- | -------- | -------- | -------- | -------- | ----------------- |
| 1  | Greg Mahlberg  | 1993-1994 | 272              | 110              | 162              | .404             | -        | -        | -        | -        | -                 |
| 2  | Ron Roenicke   | 1995      | 138              | 84               | 54               | .609             | 6        | 6        | 0        | 1        | Champion en 1995  |
| 3  | Del Crandall   | 1996-1997 | 241              | 120              | 121              | .498             | -        | -        | -        | -        | -                 |
| 4  | Dino Ebel      | 1997      | 40               | 18               | 21               | .462             | 10       | 5        | 5        | .500     | Finaliste en 1997 |
| 5  | Mickey Hatcher | 1998      | 77               | 29               | 48               | .377             | -        | -        | -        | -        | -                 |
| 6  | Joe Vavra      | 1998      | 4                | 2                | 2                | .500             | -        | -        | -        | -        | -                 |
| 7  | Tim Wallach    | 1998      | 59               | 24               | 35               | .407             | -        | -        | -        | -        | -                 |
| 8  | Rick Burleson  | 1999      | 141              | 80               | 61               | .567             | 12       | 8        | 4        | .667     | Champion en 1999  |
| -  | Dino Ebel      | 2000      | 140              | 77               | 63               | .550             | 10       | 8        | 2        | .800     | Champion en 2000  |
| 9  | Daren Brown    | 2001-2002 | 280              | 153              | 127              | .546             | 8        | 3        | 5        | .375     | -                 |
| 10 | Steve Roadcap  | 2003      | 140              | 78               | 62               | .557             | 7        | 6        | 1        | .857     | Champion en 2003  |
| -  | Daren Brown    | 2004-2005 | 280              | 135              | 145              | .482             | 4        | 1        | 3        | .250     | -                 |
| 11 | Gary Thurman   | 2006      | 140              | 72               | 68               | .514             | 9        | 6        | 3        | .667     | Champion en 2006  |
| 12 | Dave Collins   | 2007      | 139              | 72               | 67               | .518             | 3        | 1        | 2        | .333     | -                 |
| 13 | John Valentin  | 2008      | 141              | 68               | 73               | .482             | 2        | 0        | 2        | 0        | -                 |
| 14 | Carlos Subero  | 2009      | 140              | 59               | 81               | .421             | -        | -        | -        | -        | -                 |
| 15 | Jeff Carter    | 2010      | 140              | 50               | 90               | .357             | -        | -        | -        | -        | -                 |
| 16 | Tom Gamboa     | 2011      | 140              | 69               | 71               | .493             | -        | -        | -        | -        | -                 |
| 17 | Bill Haselman  | 2012-2013 | 280              | 135              | 145              | .482             | 11       | 8        | 3        | .727     | Champion en 2013  |
| 18 | Denny Hocking  | 2014-2015 | 280              | 123              | 157              | .439             | 5        | 2        | 3        | .400     | -                 |
| 19 | Chad Tracy     | 2016-2017 | 270              | 113              | 157              | .419             | -        | -        | -        | -        | -                 |
| 20 | Ryan Barba     | 2018-2019 | 279              | 124              | 155              | .444             | -        | -        | -        | -        | -                 |
| 21 | Jack Santora   | 2021-     |                  |                  |                  |                  | -        | -        | -        | -        | -                 |

## Joueurs notables

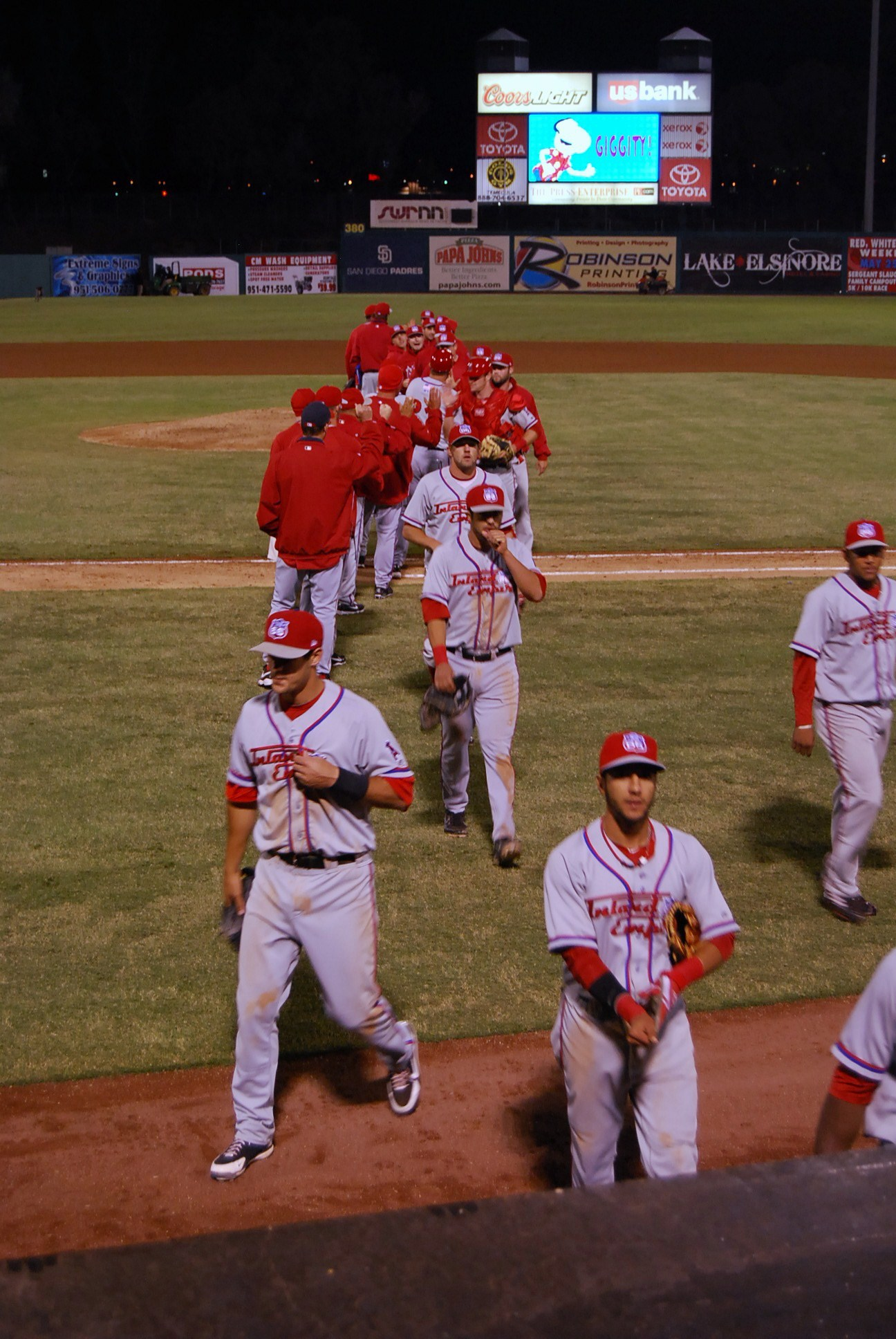
L'équipe après une victoire 7-2 contre le Storm de Lake Elsinore Storm le 10 avril 2012.

### Temple de la renommée
- Ken Griffey Jr. (1988)

### Autres joueurs
- Adrián Beltré (1996)
- Asdrúbal Cabrera (2005)
- Choo Shin-soo (2002-2003)
- Rafael Furcal (2007, 2010)
- Mark Grudzielanek (1999)
- Mike Hampton (1992)
- Kenley Jansen (2009-2010)
- Félix Hernández
- Orel Hershiser (2000)
- Todd Hollandsworth (1995, 1997, 1999)
- Eric Karros (1998)
- Paul Konerko (1995)
- Ted Lilly (1997)
- Brandon Morrow (2006)
- Gregg Olson (1989)
- Scott Radinsky (1995)
- René Rivera
- David Ross (2000)
- Luis Valbuena (2006)
- Omar Vizquel (1990)
- Tim Wallach (1995)
- Devon White (2000)
- C. J. Wilson (1986)

## Stades
- 1987-1995 : Fiscalini Field à San Bernardino, Californie (3 500 places).
- 1996- : San Manuel Stadium (anciennement appelé San Bernardino Stadium) à San Bernardino, Californie (8 000 places).